# Nicole Sifuentes
Nicole Sifuentes, född 30 juni 1986, är en friidrottare från Kanada. Hon deltog vid olympiska sommarspelen 2012 och olympiska sommarspelen 2016.